# Industriemuseum Lohne

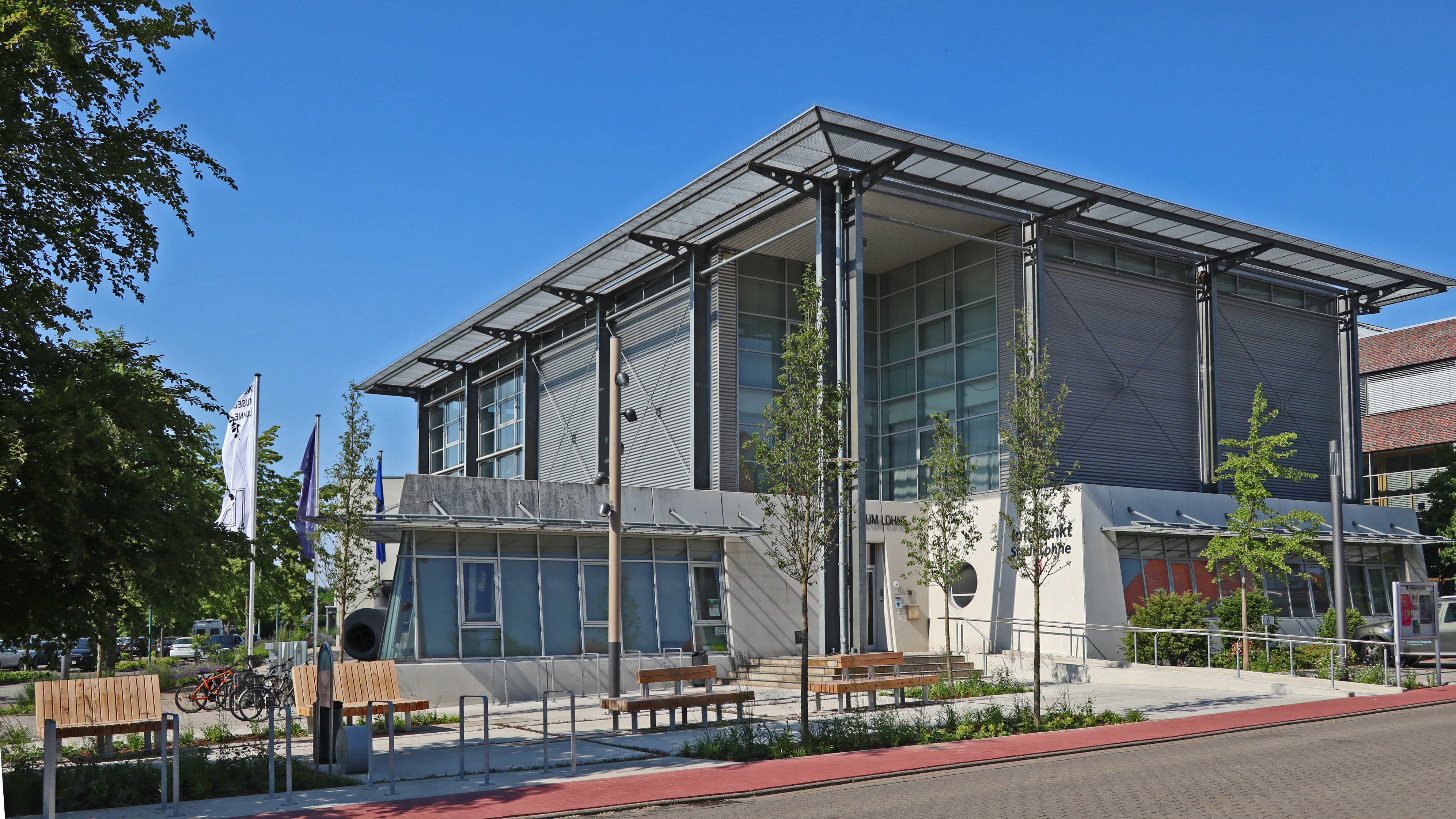
Außenansicht des Lohner Industriemuseums mit Vorplatz

Das Industriemuseum Lohne (Eigenschreibweise: „Industrie Museum Lohne“) befasst sich als Industriemuseum mit der Geschichte der Industrialisierung der Stadt Lohne im niedersächsischen Landkreis Vechta. Die Dauerausstellung umfasst die Bereiche Schreibfedern aus Gänsekielen, Tabakverarbeitung, Korkenherstellung, Pinsel- und Bürstenproduktion, Maschinenbau und Kunststoffverarbeitung und Torfverarbeitung. Eine Sonderstellung nimmt die Abteilung „Moorarchäologie“ ein.

## Geschichte

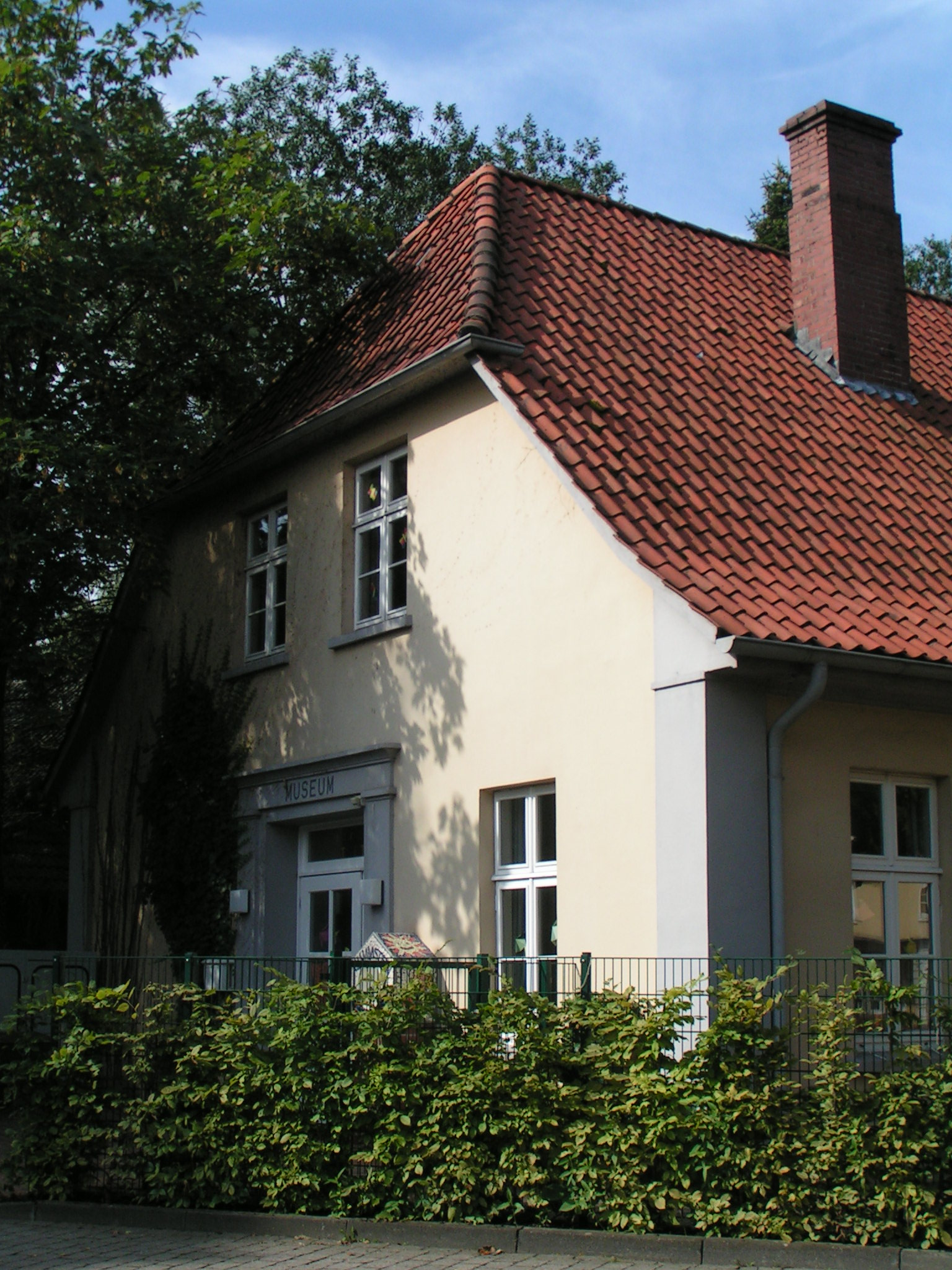
Erster Standort des Industriemuseums Lohne

Im Jahr 1986 trat der Lohner Heimatverein an die Stadt Lohne mit der Bitte heran, ein städtisches Museum zu gründen. Dazu übergab der Vereinsvorsitzende eine museale Sammlung und eine Anschubfinanzierung von 10.000 DM. Die Sammlung war bisher im Obergeschoss des Alten Rathauses untergebracht. Den Anstoß zur Gründung eines Museums zur Lohner Industriegeschichte gab Helmut Ottenjann.
Die Pläne des Heimatvereins wurden auf Initiative des Bürgermeisters Helmut Göttke-Krogmann zusammen mit der Stadt realisiert. Am 1. Mai 1988 wurde das Industrie Museum Lohne in einem ehemaligen Schulgebäude an der Gertrudenstraße gegründet. Träger des Museums war bis 1996 die Stadt Lohne. In den Räumlichkeiten von rund 200 m² war nur jeweils Platz für eine Schwerpunktausstellung für einen der zahlreichen Industriezweige. Daher beschloss der Stadtrat 1996 die Gründung des Vereins Industrie Museum Lohne e. V. mit der vornehmlichen Zielsetzung, ein neues und größeres Gebäude für das Museum zu schaffen. Damit einher ging die Entscheidung, die Trägerschaft des Museums in die Hände des Vereins zu geben und eine Stiftung zu gründen, die für die Unterhaltung der Museumsgebäude verantwortlich ist.
Der Neubau gegenüber dem Lohner Bahnhof an der Küstermeyerstraße 20 wurde im Jahr 2000 eröffnet. Finanziert wurden das neue Museumsgebäude und die Ausstattung durch Sponsoren aus der Lohner Unternehmerschaft, die Stadt Lohne und EU-Mittel. Im Jahr 2004 wurde das Magazin des Museums am Südring 22 errichtet. Die mit 1000 m² Grundfläche ausgestattete Halle wurde nach Fertigstellung durch eine 500 m² große Empore erweitert. Seit 2010 ist das Industriemuseum Lohne eine Station der Route der Industriekultur im Nordwesten, eines Teilabschnitts der Europäischen Route der Industriekultur.
Im Jahr 2021 wurde der Erweiterungsbau des Industriemuseums an der Küstermeyerstraße eröffnet. Er enthält einen großen Vortragsraum, einen Sonderausstellungsraum, einen Raum für Museumspädagogik und die „Galerie Luzie Uptmoor“, die seit 2007 ihren Platz im Industriemuseum hat. Der große Vortragsraum wird von Museum und Stadt und auch von Firmen und Vereinen für Empfänge, Vorträge, Konzerte, Diskussionsabende und für andere Formate genutzt. Das Foyer des Erweiterungsbaus bildet eine Einheit mit dem Vortragsraum und beinhaltet eine Servicetheke. 2022 wurde das als barrierefrei und kinderfreundlich zertifizierte Museum zum dritten Mal mit dem Museumsgütesiegel des Museumsverbands Niedersachsen und Bremen e.V. ausgezeichnet.

## Angebote

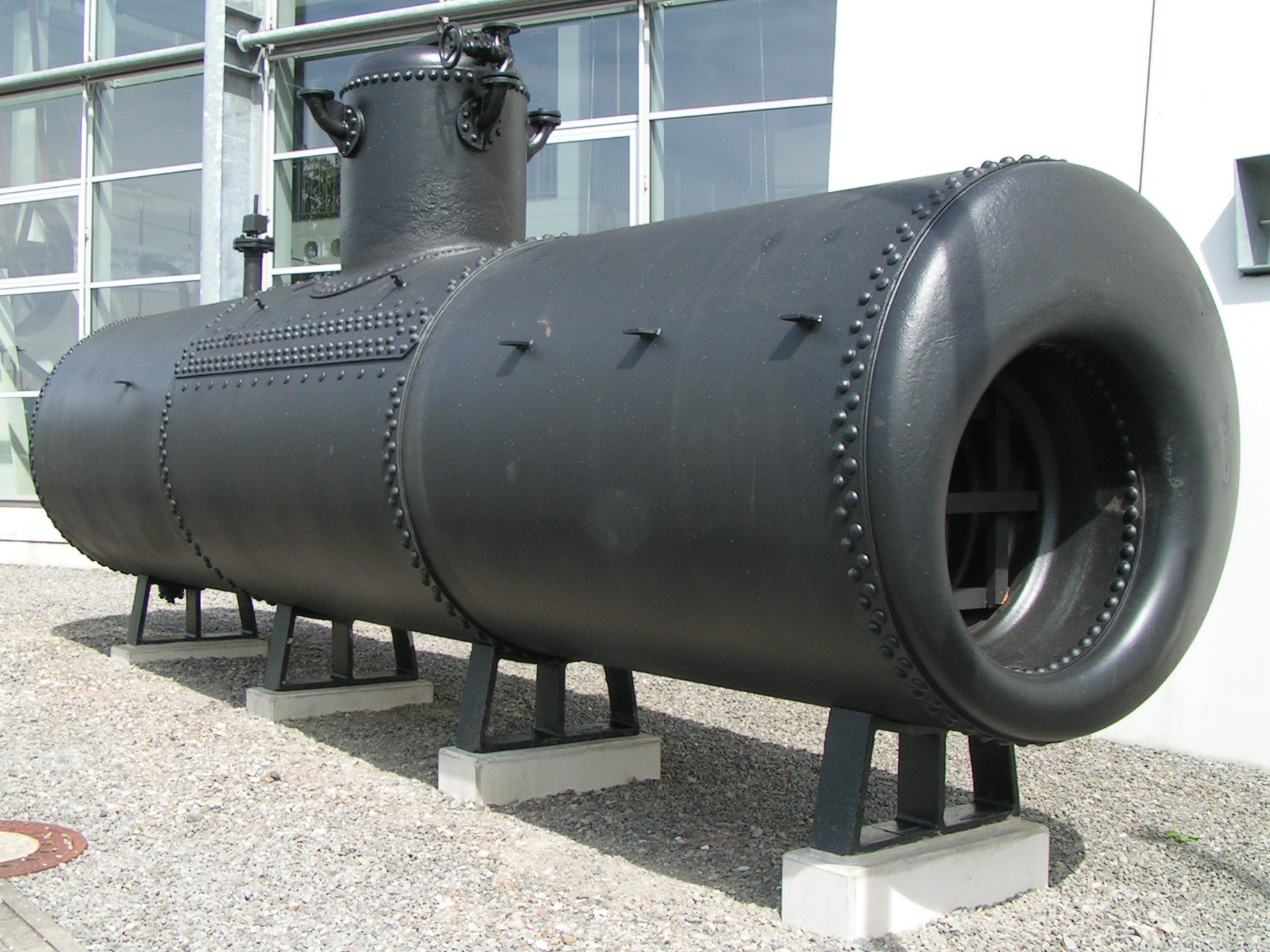
Einflammrohrkessel vor dem Industriemuseum Lohne

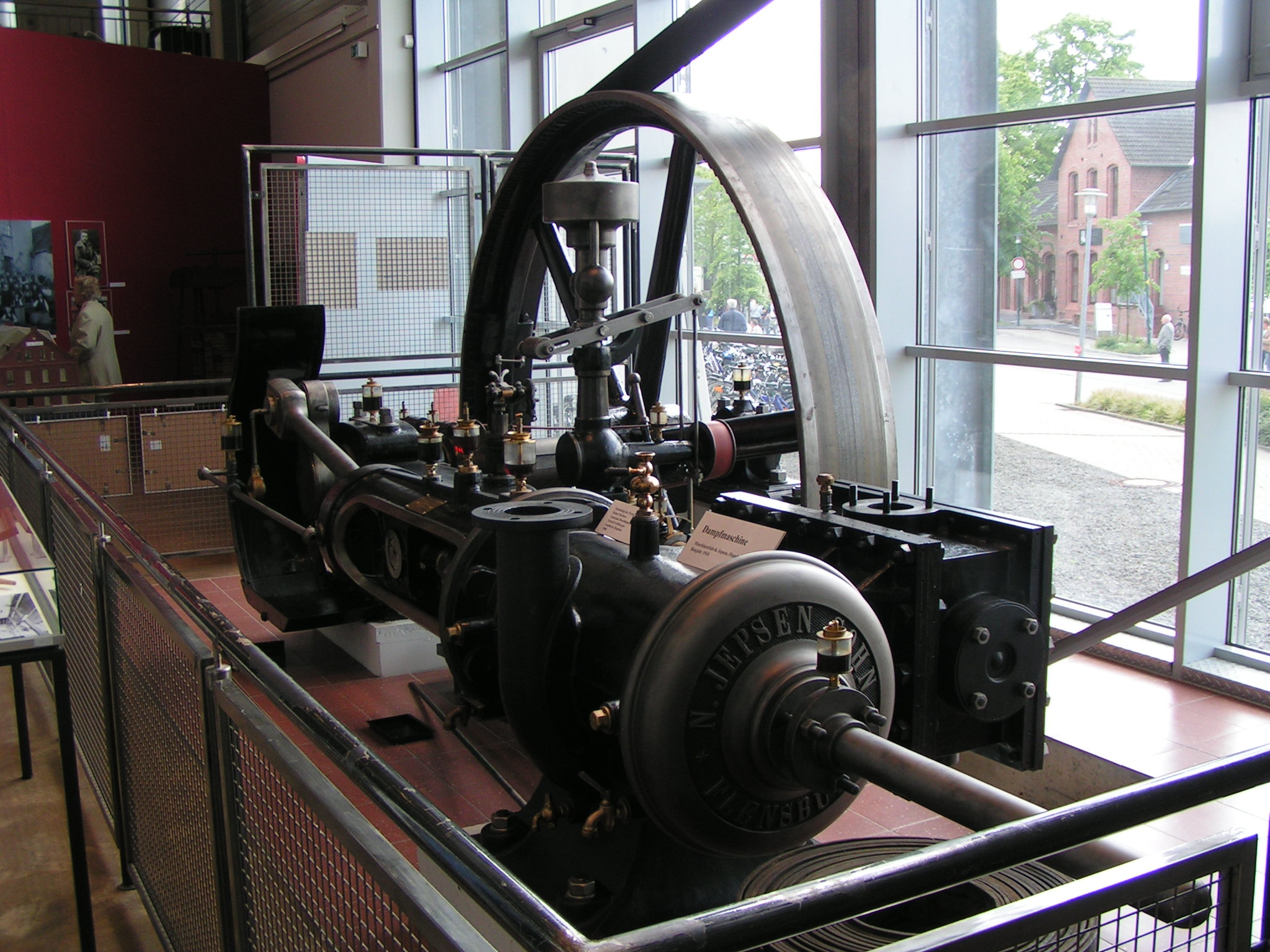
Dampfmaschine im Industriemuseum Lohne

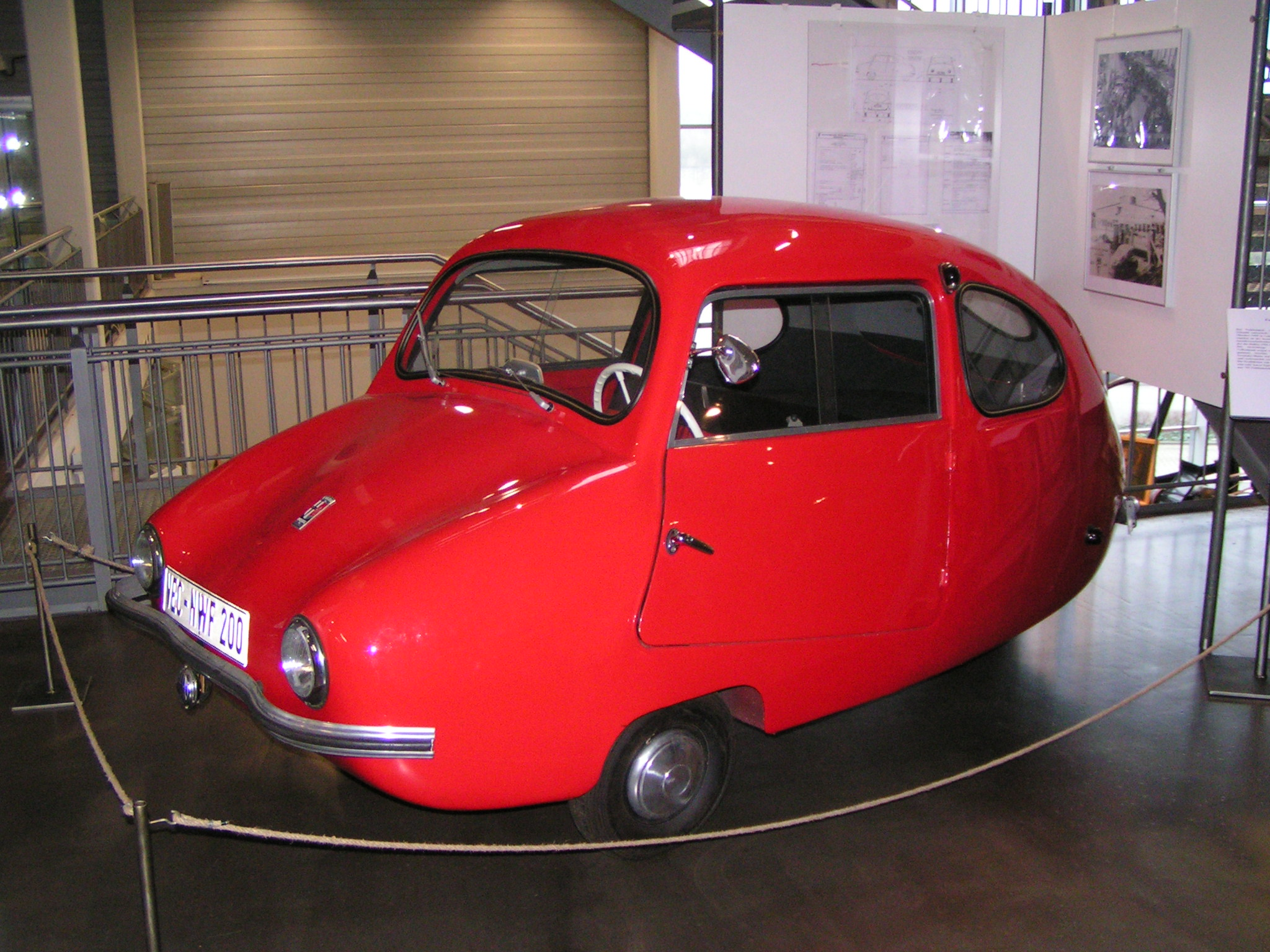
Fuldamobil (1954 und 1955 in Lohne produziert) im Industriemuseum Lohne

Das Industrie Museum Lohne verfügt über ein breites museumspädagogisches Angebot. Vom Führungsangebot „Mit der Maus durchs Haus“, das sich an die jüngsten Gäste richtet, können ältere Kinder mit Schreibfedern schreiben oder sie sogar selbst herstellen. Eine historische Unterrichtsstunde lässt sich im nachgebildeten Klassenzimmer in der Dauerausstellung erleben. Eine Besonderheit ist der Raum „Technik für Kinder“, in dem Spielautomaten stehen, die der pensionierte Studienrat Reinhold Kotte entworfen und gebaut hat. Der jeweiligen Spielmechanik liegen physische Phänomene zugrunde, die von allen Altersgruppen spielerisch entdeckt werden können.
Der Lohner Infopunkt, ein DTV-zertifiziertes Tourist-Informationsbüro, hat seit 2014 seinen Sitz im Lohner Industriemuseum. Das Museumscafé – im Stil einer alten Bahnhofswirtschaft – sowie der Museumsshop mit einem umfangreichen Bestand an regionalgeschichtlicher Literatur ergänzen das Angebot.

### Dauerausstellungen
Im Industriemuseum gibt es die folgenden Abteilungen in Form von Dauerausstellungen:
- Dampfmaschine
- Kunststoffverarbeitung
- Maschinenbau
- Korkverarbeitung
- Federn und Schrift
- Pinsel und Bürsten
- Tabak und Zigarren
- Römische Fundmünzen aus der Region[4]
- Moorarchäologie
- Torfverarbeitung

### Sonderausstellungen
Das Industriemuseum Lohne führt regelmäßig Sonderausstellungen durch. Thematisch bewegen sie sich zwischen Spezialpräsentationen zur Geschichte der hiesigen Industrie, technikgeschichtlichen sowie regionalgeschichtlichen Ausstellungen. Ein Beispiel für ein Spezialthema der regionalen Industrie bot die Ausstellung „Dinklager Kord und Lohner Schürzen“ aus dem Jahr 2012. Zu den Sonderausstellungen gibt das Lohner Industriemuseum regelmäßig Begleitbände heraus.

## Konzeption
Das Industriemuseum Lohne bietet ein umfangreiches museumspädagogisches Programm mit Führungen und Aktivangeboten für alle Schulstufen. Besonderen Wert legt es bei der Durchführung der Angebote auf Anschaulichkeit, auf Erfassen und Begreifen, um so den Museumsbesuch für die Schulklassen möglichst spannend, informativ, erlebnisreich und nachhaltig werden zu lassen.
Die folgenden Programme werden vom Industrie Museum Lohne regelmäßig durchgeführt:
1. Mit der Maus durch's Haus
2. Schule früher
3. Schreibfedern aus Gänsekielen
4. Unter Dampf
5. Industrialisierung im Vergleich
6. Wirtschaftsstandort Lohne